# Kojinezuur
Kojinezuur wordt geproduceerd door fermentatie van koolhydraten door schimmels van het geslacht Aspergillus. Kojinezuur verwijst naar koji, de Japanse naam voor Aspergillus oryzae. Kojinezuur heeft een pyron-basisstructuur.
Kojinezuur vormt stabiele, niet in water oplosbare metaalchelaten met onder andere barium, calcium, koper, zink, tin en mangaan. Zoals de verwante stoffen maltol en ethylmaltol heeft het een antibacteriële werking. Maar het wordt vooral gebruikt in cosmetische producten voor het bleken of depigmenteren van de huid, omdat kojinezuur de biosynthese van melanine remt: het is een inhibitor van tyrosinase, een enzym dat bij de synthese van melanine betrokken is.
Kojinezuur wordt ook gebruikt als voedingsadditief om enzymatische bruinkleuring te voorkomen. Dit is een chemisch proces waarin bepaalde enzymen zoals polyfenoloxidase, bruine pigmenten vormen.